# 杜蘭縣
杜蘭縣（西班牙語：Cantón Durán），是厄瓜多爾的縣份，位於該國中部，由瓜亞斯省負責管轄，始建於1902年10月16日，面積339平方公里，2001年人口178,714，人口密度每平方公里527.18人。
2°10′S 79°50′W / 2.167°S 79.833°W